# Simon Vukčević
Simon Vukčević, född 29 januari 1986 i Titograd, Jugoslavien (nuvarande Podgorica, Montenegro), är en montenegrinsk fotbollsspelare.

## Klubbkarriär

### Partizan
Vukčević kom till Partizan som 16-åring och tillbringade sina första två år i klubbens ungdomslag innan han slog sig in i A-laget. Hans bästa säsong i klubben var 2004/2005 då han gjorde tio mål i ligan från sin mittfältsposition. Han gjorde även ett antal starka insatser i UEFA-cupen. Följande säsong klarade han inte av dem högt satta förväntningarna och fick ofta dålig kritik och i januari 2006 lämnade han den serbiska klubben.

### Saturn Moskva Oblast
Efter flytten till Moskva hoppades Vukčević på att hitta tillbaka till den fina formen han hade under 2004/2005 och faktum är att han till och med blev skickad till Saturns reservlag i juli 2006.
Saturn slutade på en medioker 11:e plats i ligan 2006 och inför 2007 klagade Vukčević på att coachen Vladimír Weiss spelade honom på fel position. Han sa även att det var ett misstag att gå till Saturn och att han borde gått till en mer ambitiös klubb.
Säsongen 2007 började annars relativt bra för Vukčević när han äntligen fick göra sitt första mål för klubben. Det dröjde dock inte länge innan han återigen blev petad och hans chanser att få spela blev väldigt små.

### Sporting Lissabon
28 juni 2007 kom Saturn överens med Sporting Lissabon om en övergång för Vukčević. Vukčević gjorde mål i sin debut i en träningsmatch mot Lille och blev snabbt en viktig kugge för Sporting. I hans debut i Primeira Liga mot Académica så blev han matchens lirare. Han var även en av få Sportingspelare som imponerade under deras tunga period i december/januari då han ofta fick bära laget på sina axlar. Han gjorde även viktiga mål mot både Benfica och Porto i början av 2008. 
I början av säsongen 2008/2009 hamnade Vukčević i en dispyt med managern Paulo Bento efter att han förlorat sin plats i startelvan. Efter att ha hoppat in i halvtid i Sportings 2-0-vinst över Belenenses så förklarade Vukčević att han ville lämna klubben under vinteruppehållet.

### Blackburn Rovers
26 augusti 2011 blev det klart att Vukčević lämnar Sporting och hade skrivit på ett 3-årskontrakt med Blackburn Rovers. Han gjorde debut i Blackburns 3-2-seger över Arsenal hemma på Ewood Park och hans första mål kom i en ligacup match mot Leyton Orient 20 september 2011. Hans första ligamål kom mot Sunderland 11 december 2011.

## Landslaget
Vukčević debuterade i Serbien och Montenegros landslag 2004 och spelade fem landskamper innan de två länderna gick skilda vägar. Sedan 2007 representerar han Montenegro i internationella sammanhang.

## Meriter
Partizan
- Meridianska Superligan: 2005

Sporting Lissabon
- Supertaça Cândido de Oliveira: 2008